# Philosophiæ naturalis principia mathematica
Philosophiæ naturalis principia mathematica (Principios matemáticos de la filosofía natural), también conocida simplemente como Principia, es una obra publicada en latín  por Isaac Newton el 5 de julio de 1687 a instancias de su amigo Edmund Halley,[cita requerida] donde recoge sus descubrimientos en mecánica y cálculo matemático. Este trabajo marcó un punto de inflexión en la historia de la ciencia y es considerada, por muchos, como la obra científica más importante de la historia.
Su publicación se había demorado enormemente dado el temor de Newton a que otros intentaran apropiarse de sus descubrimientos. Sin embargo Edmund Halley presionó a Newton hasta que publicara; Newton se lo agradece en las primeras páginas del libro. Los tres libros de esta obra contienen los fundamentos de la física y la astronomía escritos en el lenguaje de la geometría pura. El Libro I contiene el método de las "primeras y últimas razones" y, bajo la forma de notas o escolios, se encuentra como anexo del Libro III la teoría de las fluxiones. Aunque esta obra monumental le aportó un gran renombre, resulta un trabajo difícil de leer en la actualidad dado el lenguaje y tono utilizados. Es por ello, que por ejemplo en el cálculo diferencial, es la notación de Gottfried Leibniz la que se utiliza en la actualidad, más intuitiva y que facilita los cálculos, y no la de Newton.
En el campo de la mecánica recopiló en su obra los hallazgos de Galileo y enunció sus tres famosas leyes del movimiento. De ellas pudo deducir la fuerza gravitatoria entre la Tierra y la Luna y demostrar que esta es directamente proporcional al producto de las masas e inversamente proporcional al cuadrado de la distancia, multiplicando este cociente por una constante llamada constante de gravitación universal. Tuvo además la gran intuición de generalizar esta ley a todos los cuerpos del universo, con lo que esta ecuación se convirtió en la ley de gravitación universal.
El ejemplar de la primera edición de los Principia que perteneció a Isaac Newton, conteniendo anotaciones y correcciones manuscritas, se encuentra en la Biblioteca Wren del Trinity College de Cambridge.
Existió una polémica concerniente a quién había sido el inventor del cálculo, título que se disputaron Newton y Leibniz. Lo cierto es que si bien Leibniz publicó antes sus ideas, Newton había elaborado toda su teoría mucho antes, pero se demoró en publicarla.

## Resumen del libro
Se puede dividir el Philosophiæ naturalis principia mathematica de Isaac Newton en seis partes. Estas partes son: definiciones, axiomas, un fragmento del Libro Primero y del Libro Segundo con su escolio (o explicación), otro segmento del Libro Tercero y el escolio general.
El libro comienza con un conjunto de definiciones de los conceptos que va a utilizar. Define materia, cantidad de movimiento, fuerza insita de la materia, fuerza impresa, fuerza centrípeta, cantidad absoluta de una fuerza, cantidad acelerativa de una fuerza y cantidad motriz de una fuerza. Define la materia como la cantidad surgida de su densidad y su magnitud. La cantidad de movimiento como la medida surgida de la velocidad y cantidad de materia. La cantidad motriz de una fuerza centrípeta como la medida proporcional al movimiento que genera en un tiempo dado. Le sigue a las definiciones un pequeño escolio en donde expone la importancia del tiempo y el espacio absoluto. Newton dice: “…será conveniente distinguir allí entre lo absoluto y lo relativo, lo verdadero y lo aparente, lo matemático y lo vulgar.” Comenta que se puede distinguir de un movimiento absoluto a uno relativo, ya que el movimiento absoluto solo se puede cambiar al imprimirle una fuerza, y el relativo puede cambiar si se mueven los cuerpos con los cuales se está comparando. Termina diciendo que el fin de este trabajo es deducir los verdaderos movimientos a partir de los aparentes y viceversa. 
La parte de axiomas o leyes del movimiento comienza indicándonos las famosas tres leyes de Newton.
- Primera ley: Todos los cuerpos perseveran en su estado de reposo o de movimiento uniforme en línea recta, salvo que se vean forzados a cambiar ese estado por fuerzas impresas.

- Segunda ley: El cambio de movimiento es proporcional a la fuerza motriz impresa, y se hace en la dirección de la línea recta en la que se imprime esa fuerza.

- Tercera ley: Para toda acción hay siempre una reacción opuesta e igual. Las acciones recíprocas de dos cuerpos entre sí son siempre iguales y dirigidas hacia partes contrarias.

A estas leyes le siguen una lista de corolarios en donde explica: cómo sumar fuerzas, cómo es que una fuerza se puede separar en dos componentes, la conservación de momento de un sistema y la conservación del momento del centro de masa de un sistema, que aunque no demuestra dice que lo hace en el Lema XXIII.
Esta sección también termina con un escolio, en el que indica no ser el autor de estas leyes ya que son “principios aceptados por los matemáticos”. Le da el crédito a Galileo que trabajó con proyectiles y movimiento parabólico, y a Wren, Wallis y Huygens, “los mejores geómetras de nuestro tiempo”, que trabajaron con impactos. Explica una serie de experimentos para mostrar la certeza de las leyes. 
El segmento del Libro primero está compuesto por una serie de lemas matemáticos. En los primeros está interesado en aproximar áreas con paralelogramos y afirma que “la suma última de esos paralelogramos evanescentes coincidirá en todas las partes con la figura curvilínea.” En lemas siguientes trabaja con arcos y cuerdas que se aproximan a tangentes y asevera que su última razón es la igualdad. 
La parte del Libro Segundo, también llamado El Movimiento de los Cuerpos en Medios Resistentes, contiene dos secciones, en la primera se ocupa de “el movimiento de cuerpos que son resistidos en la razón de la velocidad”, al principio hay un teorema de cuánto movimiento pierden estos cuerpos, seguida de la explicación del movimiento de un cuerpo en descenso con esta resistencia. En un corolario explica que la velocidad alcanza un máximo. La sección II trata “sobre el movimiento de los cuerpos que son resistidos como el cuadrado de su velocidad”, y contiene teoremas similares a los anteriores. Sin embargo en el escolio de la primera sección señala que éstas son más hipótesis matemáticas que físicas. 
En la última parte del Libro Segundo explica por qué es errónea la representación con vórtices del sistema solar, ya que los vórtices jamás se pueden mover en elipses. Esta parte también es una introducción al Libro Tercero ya que ahí sí explica de forma completa el problema de los planetas.

Al principio del Libro Tercero Newton escribe que los libros anteriores son la herramienta matemática para poder explicar el libro tercero, y que si alguien va a leer este libro tiene que estar familiarizado con los principios precedentes. Después de explicar que se necesita la herramienta matemática de los dos primeros libros, denota la importancia de los experimentos, dice “las cualidades de los cuerpos sólo son conocidas por experimentos…no debemos abandonar la evidencia de los experimentos”. Después explica que de la observación podemos deducir propiedades universales, ya que todas las cosas que conocemos gravitan: 
“debemos como consecuencia de esta regla admitir universalmente que todos los cuerpos sin excepción están dotados de un principio de gravitación.”
Ya que manifestó la importancia de las observaciones, escribe una parte que se llama Fenómenos, que está llena de datos experimentales de los planetas. Le siguen una colección de teoremas que utiliza las demostraciones de los libros anteriores y no incluye casi nada de matemáticas. Se encuentran propiedades de la gravitación, como que la gravitación es proporcional a la cantidad de materia; que los pesos de los cuerpos no dependen de su forma, y que la gravedad es inversamente proporcional al cuadrado de la distancia. Al final de esta sección demuestra que los planetas se mueven en elipses.

## Contexto histórico

### Inicios de la Revolución Científica
.

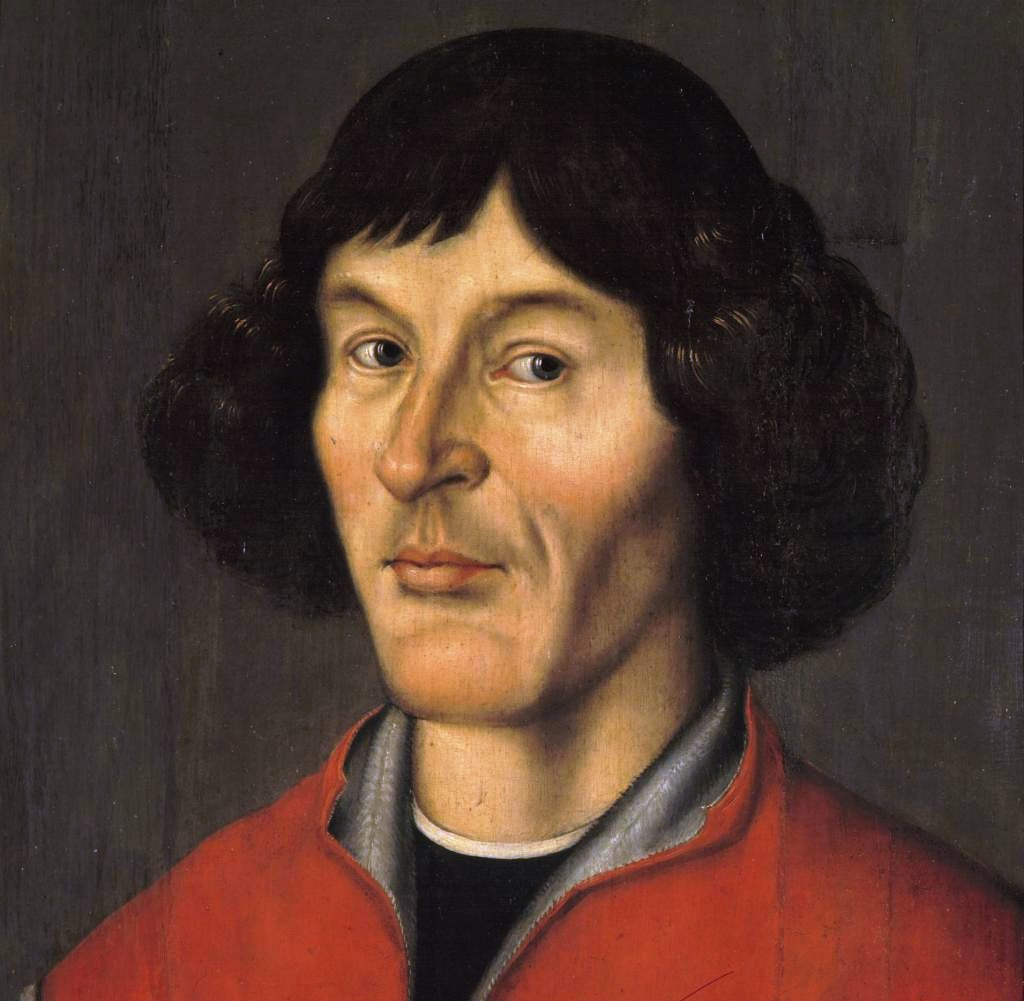
Nicolás Copérnico (1473-1543) formuló un modelo heliocéntrico (o centrado en el Sol) del universo

Nicolás Copérnico había alejado la Tierra del centro del universo con la teoría heliocéntrica de la que presentó pruebas en su libro De revolutionibus orbium coelestium (Sobre las revoluciones de las esferas celestes) publicado en 1543. Johannes Kepler escribió el libro Astronomia nova (Una nueva astronomía) en 1609, en el que exponía la evidencia de que los planetas se mueven en órbitas elípticas con el Sol en un foco, y que los planetas no se mueven con velocidad constante a lo largo de esta órbita. Más bien, su velocidad varía de modo que la línea que une los centros del Sol y de un planeta barre áreas iguales en tiempos iguales. A estas dos leyes añadió una tercera una década más tarde, en su libro de 1619 Harmonices Mundi (Armonías del mundo). Esta ley establece una proporcionalidad entre la tercera potencia de la distancia característica de un planeta al Sol y el cuadrado de la duración de su año.

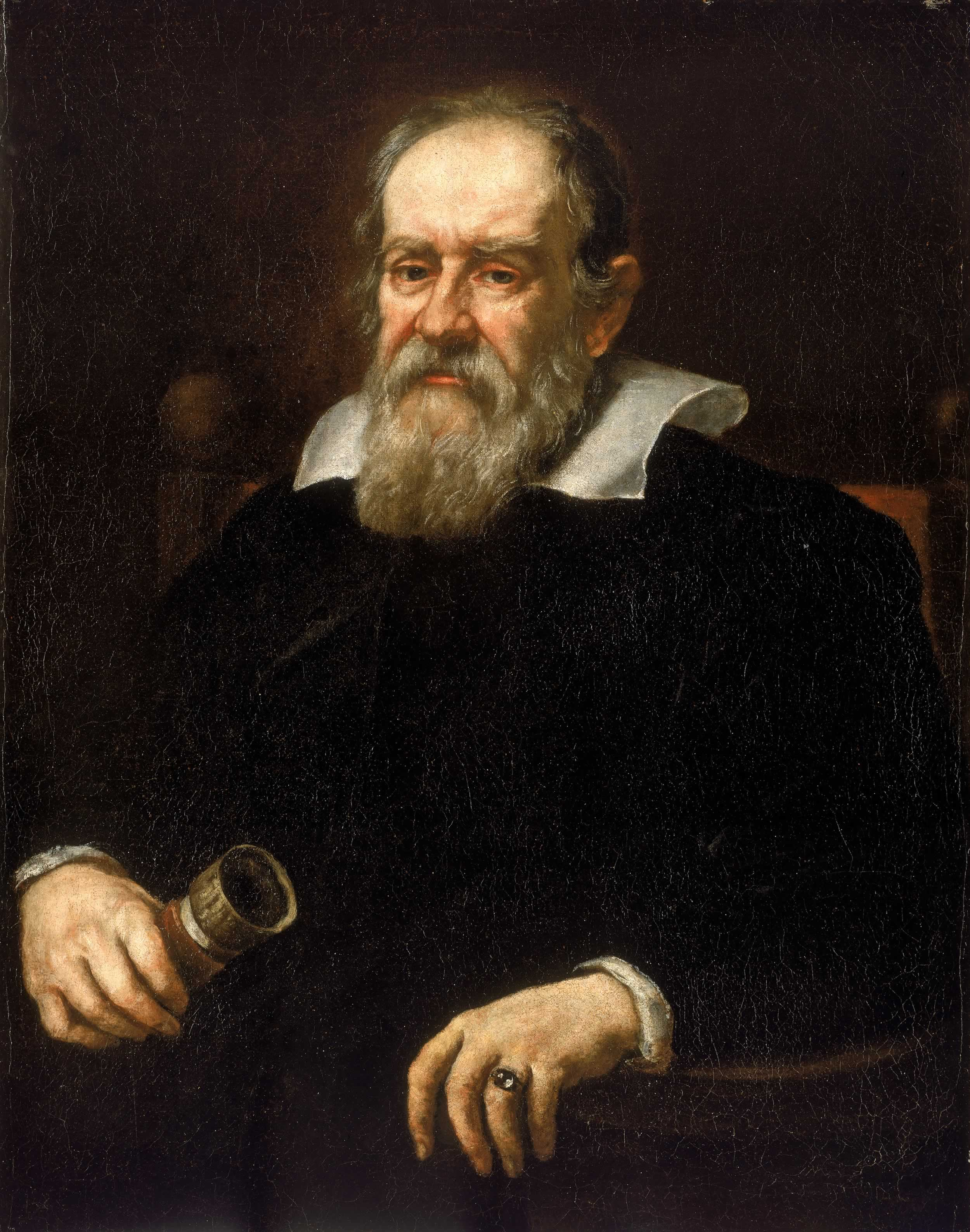
Físico italiano Galileo Galilei (1564-1642), defensor del modelo copernicano del universo y figura de la historia de la cinemática y la mecánica clásica

Los fundamentos de la dinámica moderna se expusieron en el libro de Galileo Dialogo sopra i due massimi sistemi del mondo (Diálogo sobre los dos principales sistemas del mundo), donde estaba implícita y se utilizaba la noción de inercia. Además, los experimentos de Galileo con planos inclinados habían permitido establecer relaciones matemáticas precisas entre el tiempo transcurrido y la aceleración, la velocidad o la distancia para el movimiento uniforme y uniformemente acelerado de los cuerpos.
El libro de Descartes de 1644 Principia philosophiae (Principios de filosofía) afirmaba que los cuerpos sólo pueden actuar unos sobre otros por contacto: un principio que indujo a la gente, entre ellos él mismo, a plantear la hipótesis de un medio universal como portador de interacciones como la luz y la gravedad: el aether. Newton fue criticado por introducir aparentemente fuerzas que actuaban a distancia sin ningún medio. No fue hasta el desarrollo de la teoría de partículas que la noción de Descartes fue reivindicada cuando fue posible describir todas las interacciones, como la fuerte, la débil, y el electromagnético, interacción fundamentals, utilizando bosón de gauges mediadores y la gravedad a través de los hipotéticos gravitones.

### El papel de Newton
Newton había estudiado estos libros o, en algunos casos, fuentes secundarias basadas en ellos, y había tomado notas tituladas Quaestiones quaedam philosophicae (Cuestiones sobre filosofía) durante sus días de estudiante universitario. Durante este periodo (1664-1666) creó las bases del cálculo y realizó los primeros experimentos sobre la óptica del color. En esta época, su prueba de que la luz blanca era una combinación de colores primarios (hallada mediante prismática) sustituyó a la teoría predominante de los colores y recibió una respuesta abrumadoramente favorable, y ocasionó agrias disputas con Robert Hooke y otros, que le obligaron a afinar sus ideas hasta el punto de que ya en la década de 1670 compuso secciones de su posterior libro Opticks como respuesta. El trabajo sobre el cálculo se muestra en varios documentos y cartas, incluyendo dos a Leibniz. Llegó a ser miembro de la Royal Society y el segundo Lucasian Professor of Mathematics (sucediendo a Isaac Barrow) en el Trinity College, Cambridge.

### Los primeros trabajos de Newton sobre el movimiento
En la década de 1660, Newton estudió el movimiento de los cuerpos en colisión y dedujo que el centro de masa de dos cuerpos en colisión permanece en movimiento uniforme. Los manuscritos conservados de la década de 1660 también muestran el interés de Newton por el movimiento planetario y que en 1669 ya había demostrado, para un caso circular de movimiento planetario, que la fuerza que denominó "esfuerzo por retroceder" (ahora llamada fuerza centrífuga) tenía una relación inversa al cuadrado con la distancia desde el centro. Después de su correspondencia de 1679-1680 con Hooke, descrita más adelante, Newton adoptó el lenguaje de la fuerza centrípeta o hacia el interior. Según el estudioso de Newton J. Bruce Brackenridge, aunque se ha hablado mucho del cambio de lenguaje y de la diferencia de punto de vista, entre fuerzas centrífugas o centrípetas, los cálculos y las pruebas reales seguían siendo los mismos en ambos casos. También implicaban la combinación de desplazamientos tangenciales y radiales, que Newton realizaba en la década de 1660. La diferencia entre los puntos de vista centrífugo y centrípeto, aunque supuso un cambio significativo de perspectiva, no modificó el análisis. Newton también expresó claramente el concepto de inercia lineal en la década de 1660: para ello Newton estaba en deuda con el trabajo de Descartes publicado en 1644.

### Controversia con Hooke

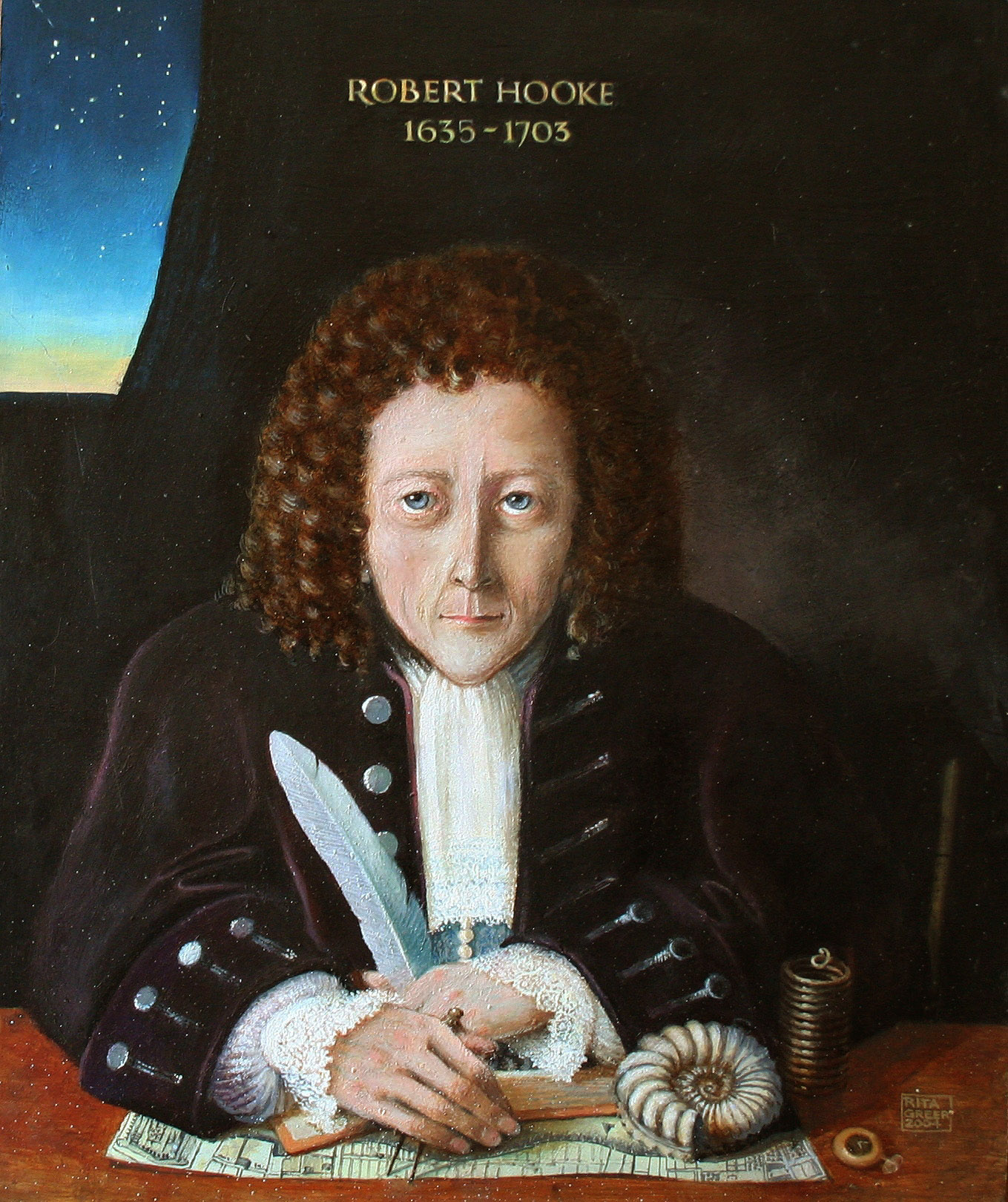
Impresión artística del polímata inglés Robert Hooke (1635-1703).

Hooke publicó sus ideas sobre la gravitación en la década de 1660 y de nuevo en 1674. Defendió un principio de atracción de la gravitación en Micrographia de 1665, en una conferencia de la Royal Society de 1666 Sobre la gravedad, y de nuevo en 1674, cuando publicó sus ideas sobre el Sistema del mundo en forma algo desarrollada, como un añadido a Un intento de demostrar el movimiento de la Tierra a partir de observaciones. Hooke postuló claramente atracciones mutuas entre el Sol y los planetas, de forma que aumentaban con la cercanía al cuerpo atrayente, junto con un principio de inercia lineal. Las afirmaciones de Hooke hasta 1674 no mencionaban, sin embargo, que una ley del cuadrado inverso se aplicara o pudiera aplicarse a estas atracciones. La gravitación de Hooke tampoco era aún universal, aunque se aproximaba a la universalidad más que las hipótesis anteriores. Hooke tampoco aportó pruebas complementarias ni demostraciones matemáticas. Sobre estos dos aspectos, Hooke declaró en 1674: "Ahora bien, cuáles son estos varios grados [de atracción gravitatoria] no lo he verificado todavía experimentalmente" (indicando que aún no sabía qué ley podría seguir la gravitación); y en cuanto a toda su propuesta: "Esto sólo lo insinúo por el momento", "teniendo yo mismo muchas otras cosas entre manos que primero completaría, y por lo tanto no puedo atenderlo tan bien" (es decir, "proseguir esta Investigación").
En noviembre de 1679, Hooke inició un intercambio de cartas con Newton, de las que ahora se publica el texto completo. Hooke le dijo a Newton que Hooke había sido designado para gestionar la correspondencia de la Royal Society, y deseaba saber de los miembros acerca de sus investigaciones, o sus opiniones sobre las investigaciones de otros; y como para despertar el interés de Newton, preguntó qué pensaba Newton sobre varios temas, dando toda una lista, mencionando "la composición de los movimientos celestes de los planetas de un movimiento directo por la tangente y un movimiento de atracción hacia el cuerpo central", y "mi hipótesis de las leyes o causas de la elasticidad", y luego una nueva hipótesis de París sobre los movimientos planetarios (que Hooke describió extensamente), y luego los esfuerzos para llevar a cabo o mejorar las encuestas nacionales, la diferencia de latitud entre Londres y Cambridge, y otros temas. La respuesta de Newton ofrecía "una fantasía propia" sobre un experimento terrestre (no una propuesta sobre movimientos celestes) que podría detectar el movimiento de la Tierra, mediante el uso de un cuerpo suspendido primero en el aire y luego dejado caer para que cayera. El punto principal era indicar cómo Newton pensaba que el cuerpo que caía podía revelar experimentalmente el movimiento de la Tierra por su dirección de desviación de la vertical, pero continuaba hipotéticamente considerando cómo podría continuar su movimiento si la Tierra sólida no hubiera estado en el camino (en una trayectoria en espiral hacia el centro). Hooke no estaba de acuerdo con la idea de Newton de cómo continuaría moviéndose el cuerpo. Se desarrolló una breve correspondencia posterior, y hacia el final de la misma Hooke, escribiendo el 6 de enero de 1680 a Newton, comunicó su "suposición ... que la Atracción siempre está en una proporción duplicada a la Distancia del Centro Recíprocamente, y Consecuentemente que la Velocidad estará en una proporción subduplicada a la Atracción y Consecuentemente como Kepler Supone Recíprocamente a la Distancia. " (La inferencia de Hooke sobre la velocidad era en realidad incorrecta.)
En 1686, cuando se presentó el primer libro de Newton Principia de Isaac Newton a la Royal Society, Hooke afirmó que Newton había obtenido de él la "noción" de "la regla de la disminución de la Gravedad, siendo recíprocamente como los cuadrados de las distancias desde el Centro". Al mismo tiempo (según el informe contemporáneo de Edmond Halley) Hooke estaba de acuerdo en que "la demostración de las curvas generadas por él" era enteramente de Newton.
Una evaluación reciente sobre la historia temprana de la ley del cuadrado inverso es que "a finales de la década de 1660", la suposición de una "proporción inversa entre la gravedad y el cuadrado de la distancia era bastante común y había sido avanzada por un número de personas diferentes por diferentes razones". El propio Newton había demostrado en la década de 1660 que para el movimiento planetario bajo una suposición circular, la fuerza en la dirección radial tenía una relación inversa al cuadrado con la distancia desde el centro. Newton, enfrentado en mayo de 1686 a la afirmación de Hooke sobre la ley del cuadrado inverso, negó que Hooke debiera ser acreditado como autor de la idea, dando razones que incluían la cita de trabajos anteriores de otros antes que Hooke. Newton también afirmó con firmeza que, incluso si hubiera sucedido que él hubiera oído hablar por primera vez de la proporción cuadrática inversa a Hooke, cosa que no había sucedido, seguiría teniendo algunos derechos sobre ella en vista de sus desarrollos y demostraciones matemáticas, que permitían confiar en las observaciones como prueba de su exactitud, mientras que Hooke, sin demostraciones matemáticas ni pruebas a favor de la suposición, sólo podía adivinar (según Newton) que era aproximadamente válida "a grandes distancias del centro".
Los antecedentes descritos anteriormente demuestran que había base para que Newton negara derivar la ley del cuadrado inverso de Hooke. Por otro lado, Newton sí aceptó y reconoció, en todas las ediciones de los Principia, que Hooke (pero no exclusivamente Hooke) había apreciado por separado la ley del cuadrado inverso en el sistema solar. Newton reconoció a Wren, Hooke y Halley en este sentido en el Scholium a la Proposición 4 del Libro 1. Newton también reconoció a Halley que su correspondencia con Hooke en 1679-80 había despertado de nuevo su adormecido interés por los asuntos astronómicos, pero eso no significaba, según Newton, que Hooke le hubiera dicho a Newton nada nuevo u original: "sin embargo, no estoy en deuda con él por ninguna luz en ese asunto, sino sólo por la diversión que me dio de mis otros estudios para pensar en estas cosas y por su dogmatismo al escribir como si hubiera encontrado el movimiento en la elipsis, lo que me inclinó a probarlo ...".) El renovado interés de Newton por la astronomía recibió un nuevo estímulo con la aparición de un cometa en el invierno de 1680/1681, sobre el que mantuvo correspondencia con John Flamsteed.
En 1759, décadas después de la muerte tanto de Newton como de Hooke, Alexis Clairaut, astrónomo matemático eminente por derecho propio en el campo de los estudios gravitatorios, hizo su valoración tras revisar lo que Hooke había publicado sobre la gravitación. "No hay que pensar que esta idea [...] de Hooke disminuye la gloria de Newton", escribió Clairaut; "El ejemplo de Hooke" sirve "para mostrar qué distancia hay entre una verdad que se vislumbra y una verdad que se demuestra".

## Ediciones en español
- Newton, I. (1687): Principios matemáticos de la Filosofía natural [Philosophiae Naturalis Principia Mathematica]. Ediciones Altaya, S.A. Grandes Obras del Pensamiento, 21. 621 págs. Barcelona, 1993 ISBN 84-487-0140-2 [Estudio preliminar y traducción Antonio Escohotado]
- Newton, I. (1728): El Sistema del Mundo [De Mundi Systemate]. Alianza Editorial, S.A. El Libro de Bolsillo, 980. 134 págs. Barcelona, 1983 ISBN 84-206-9980-2 [Introducción y traducción Eloy Rada]. Versión "popular" póstuma (redactada ca. 1686) del Libro III de los Principia.
- Principios matemáticos de la filosofía natural, Newton Isaac (2011). EDITORIAL: Alianza Editorial. TRADUCTOR: Rada García, Eloy.  COLECCIÓN: LIBROS SINGULARES. PAÍS DE PUBLICACIÓN : España.  ISBN: 978-84-206-5192-7.  EAN: 9788420651927.  N.º PÁGINAS: 728. FECHA PUBLICACIÓN : 07-02-2011.